# Méneslies
Méneslies est une commune française située dans le département de la Somme, en région Hauts-de-France.

## Géographie

### Localisation
Méneslies est un village picard situé dans le Vimeu.
À vol d'oiseau, la commune est située à 4 km au sud-ouest de Friville-Escarbotin, 7 km au nord-est d'Eu-le-Tréport, 8 km à l'ouest de Feuquières-en-Vimeu, 8 km à l'est de Mers-les-Bains, 9 km au nord de Gamaches, 24 km au sud-ouest d'Abbeville, 34 km au nord-est de Dieppe et à 60 km au nord-ouest d'Amiens.
Le territoire de la commune est limitrophe de ceux de cinq communes.
Les communes limitrophes sont Yzengremer, Béthencourt-sur-Mer, Bouvaincourt-sur-Bresle, Oust-Marest et Saint-Quentin-la-Motte-Croix-au-Bailly.

### Hydrographie
La commune est traversée par la ligne de partage des eaux entre les bassins hydrographiques Artois-Picardie et Seine-Normandie. Elle n'est drainée par aucun cours d'eau.

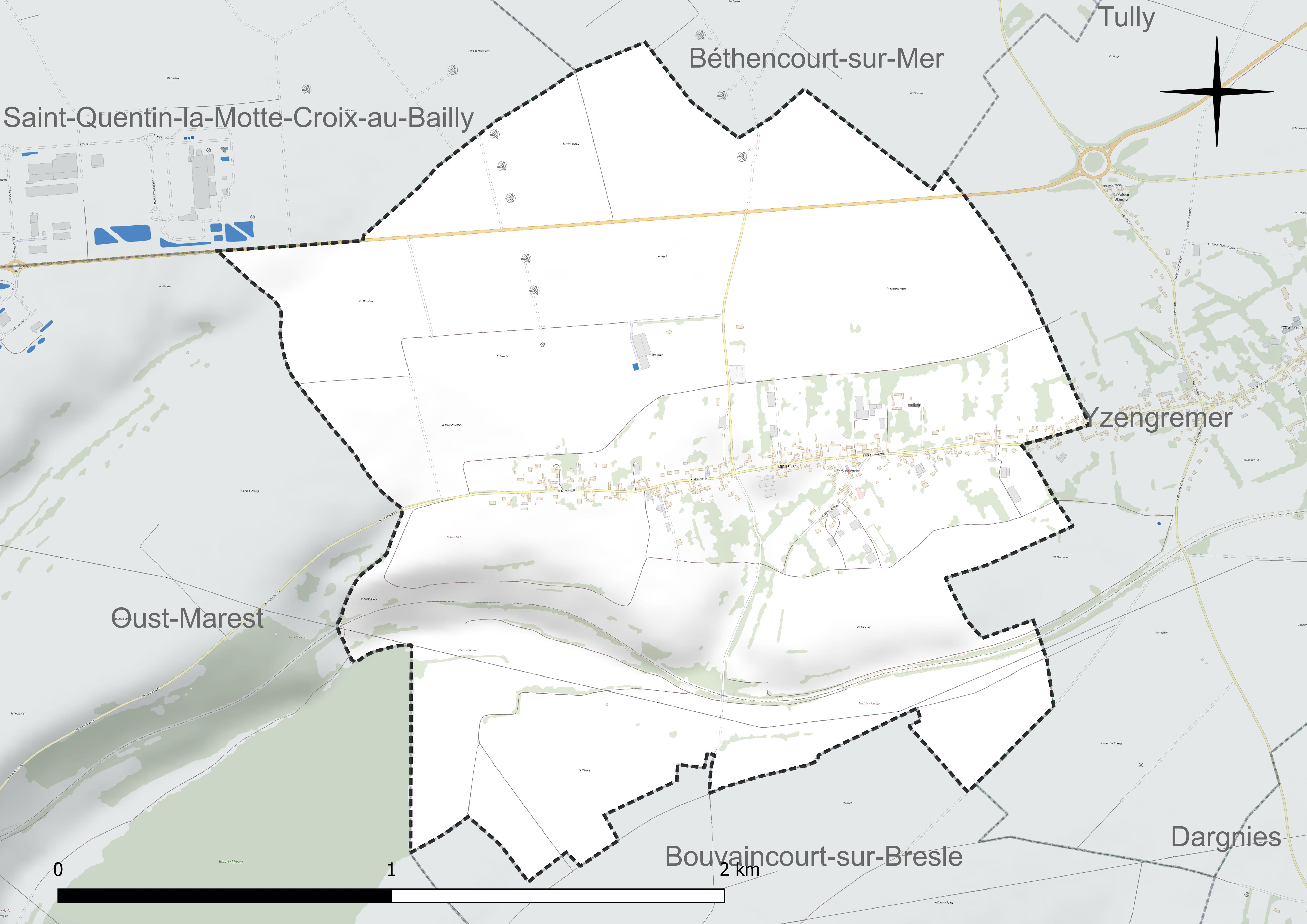
Réseau hydrographique de Méneslies.

### Climat
Pour des articles plus généraux, voir Climat des Hauts-de-France et Climat de la Somme.
En 2010, le climat de la commune est de type climat océanique altéré, selon une étude du CNRS s'appuyant sur une série de données couvrant la période 1971-2000. En 2020, Météo-France publie une typologie des climats de la France métropolitaine dans laquelle la commune est exposée à un climat océanique et est dans la région climatique Côtes de la Manche orientale, caractérisée par un faible ensoleillement (1 550 h/an) ; forte humidité de l'air (plus de 20 h/jour avec humidité relative > 80 % en hiver), vents forts fréquents.
Pour la période 1971-2000, la température annuelle moyenne est de 10,1 °C, avec une amplitude thermique annuelle de 13,5 °C. Le cumul annuel moyen de précipitations est de 878 mm, avec 13,5 jours de précipitations en janvier et 8,9 jours en juillet. Pour la période 1991-2020, la température moyenne annuelle observée sur la station météorologique la plus proche, située sur la commune de Cayeux-sur-Mer à 14 km à vol d'oiseau, est de 11,4 °C et le cumul annuel moyen de précipitations est de 761,1 mm,. Pour l'avenir, les paramètres climatiques de la commune estimés pour 2050 selon différents scénarios d'émission de gaz à effet de serre sont consultables sur un site dédié publié par Météo-France en novembre 2022.

## Urbanisme

### Typologie
Au 1er janvier 2024, Méneslies est catégorisée commune rurale à habitat dispersé, selon la nouvelle grille communale de densité à sept niveaux définie par l'Insee en 2022.
Elle appartient à l'unité urbaine de Friville-Escarbotin, une agglomération intra-départementale regroupant quatre communes, dont elle est une commune de la banlieue,,. Par ailleurs la commune fait partie de l'aire d'attraction de Friville-Escarbotin, dont elle est une commune de la couronne,. Cette aire, qui regroupe 33 communes, est catégorisée dans les aires de moins de 50 000 habitants,.

### Occupation des sols
L'occupation des sols de la commune, telle qu'elle ressort de la base de données européenne d'occupation biophysique des sols Corine Land Cover (CLC), est marquée par l'importance des territoires agricoles (90,7 % en 2018), une proportion identique à celle de 1990 (90,7 %). La répartition détaillée en 2018 est la suivante : terres arables (53,6 %), prairies (37,1 %), zones urbanisées (9,1 %), forêts (0,2 %). L'évolution de l'occupation des sols de la commune et de ses infrastructures peut être observée sur les différentes représentations cartographiques du territoire : la carte de Cassini (XVIIIe siècle), la carte d'état-major (1820-1866) et les cartes ou photos aériennes de l'IGN pour la période actuelle (1950 à aujourd'hui).

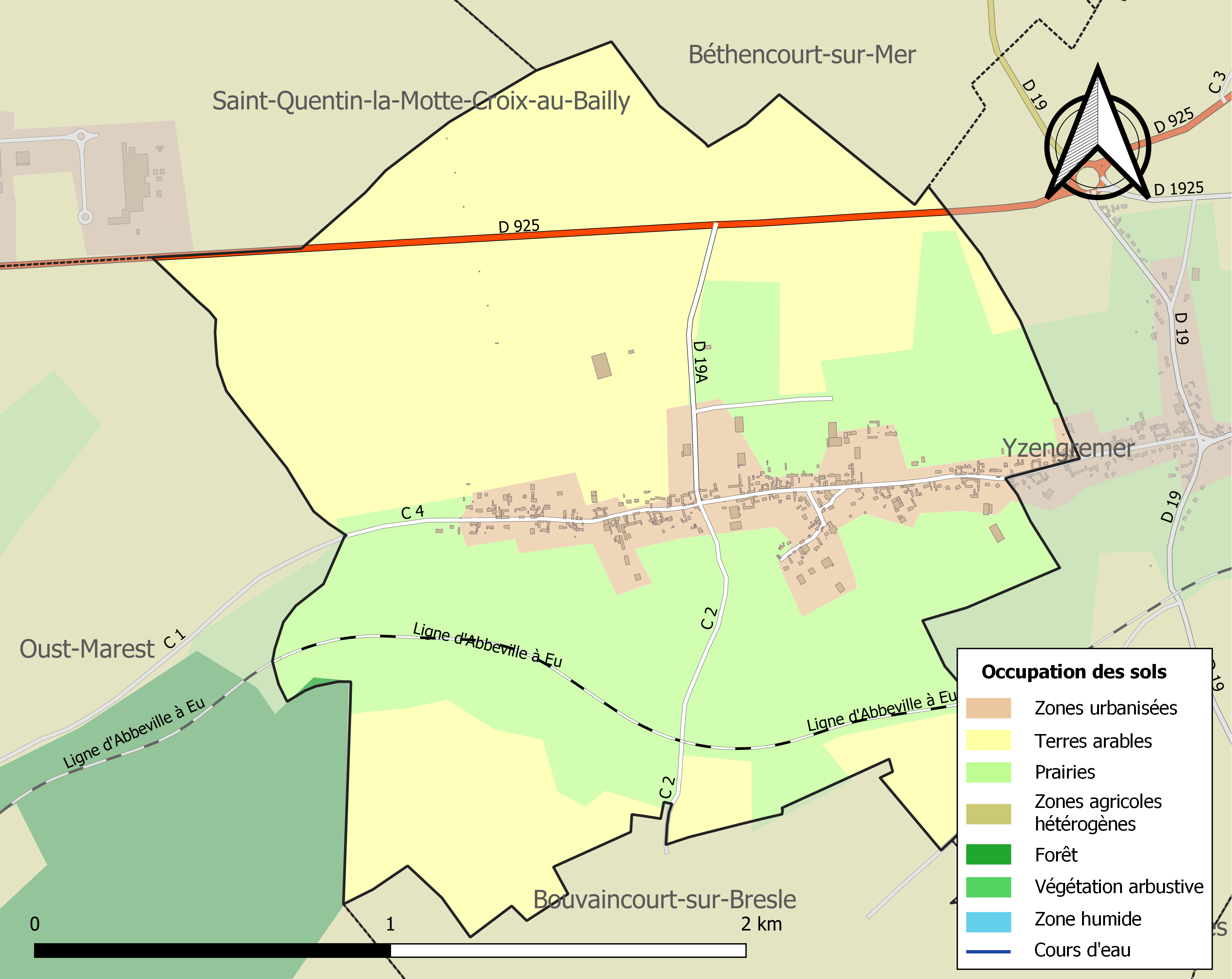
Carte des infrastructures et de l'occupation des sols de la commune en 2018 (CLC).

## Histoire

### Première Guerre mondiale
Par un décret du 24 juin 1870, la commune obtient de Oust-Marest la section correspondant au hameau de Campagne.
Le monument aux morts de Méneslies reproduit sur trois de ses faces le nom de ses soldats tombés en 1914-1918. Une plaque commémorative rappelle également leur sacrifice dans l'école et à l'église.

## Politique et administration
| Période                                  | Période                       | Identité           | Étiquette | Qualité                                                                    |
| ---------------------------------------- | ----------------------------- | ------------------ | --------- | -------------------------------------------------------------------------- |
| Les données manquantes sont à compléter. |                               |                    |           |                                                                            |
| 1971                                     | mars 2001                     | Jean-Édouard Riche |           | Résistant, chef d'entreprise Chevalier de la Légion d'honneur              |
| mars 2001                                | En cours (au 25 juillet 2020) | Michel Dizambourg  |           | Vice-président de la CC du Vimeu (2020 → ) Réélu pour le mandat 2020-2026, |

### Tendances politiques et résultats
| Scrutin              | 1er tour | 1er tour | 1er tour | 1er tour | 1er tour | 1er tour | 1er tour | 1er tour | 1er tour | 1er tour | 1er tour | 1er tour |     | 2e tour | 2e tour | 2e tour | 2e tour | 2e tour | 2e tour | 2e tour | 2e tour | 2e tour |
| Scrutin              | 1er      | 1er      | %        | 2e       | 2e       | %        | 3e       | 3e       | %        | 4e       | 4e       | %        | 1er | 1er     | %       | 2e      | 2e      | %       | 3e      | 3e      | %       |         |
| -------------------- | -------- | -------- | -------- | -------- | -------- | -------- | -------- | -------- | -------- | -------- | -------- | -------- | --- | ------- | ------- | ------- | ------- | ------- | ------- | ------- | ------- | ------- |
| Départementales 2021 |          | UCD      | 60,80    |          | UGE      | 15,20    |          | DVG      | 12,00    |          | RN       | 12,00    |     |         | UCD     | 70,97   |         | UGE     | 29,03   |         |         |         |
| Régionales 2021      |          | UCD      | 58,27    |          | RN       | 13,39    |          | LREM     | 10,24    |          | UGE      | 8,66     |     | UCD     | 68,00   |         | RN      | 22,40   |         | UGE     | 9,60    |         |
| Présidentielle 2022  |          | RN       | 38,61    |          | LREM     | 23,76    |          | LFI      | 13,37    |          | LR       | 8,91     |     | RN      | 58,38   |         | LREM    | 41,62   |         |         |         |         |
| Législatives 2022    |          | LR       | 29,05    |          | RN       | 26,35    |          | LREM     | 22,97    |          | PCF      | 14,86    |     | LR      | 52,24   |         | RN      | 47,76   |         |         |         |         |
| Européennes 2024     |          | RN       | 36,00    |          | RE       | 18,67    |          | DVD      | 13,33    |          | LR       | 12,00    |     |         |         |         |         |         |         |         |         |         |
| Législatives 2024    |          | RN       | 44,20    |          | LR       | 33,70    |          | PCF      | 13,26    |          | HOR      | 6,08     |     | RN      | 53,41   |         | LR      | 46,59   |         |         |         |         |

## Population et société

### Démographie

#### Évolution démographique
L'évolution du nombre d'habitants est connue à travers les recensements de la population effectués dans la commune depuis 1793. Pour les communes de moins de 10 000 habitants, une enquête de recensement portant sur toute la population est réalisée tous les cinq ans, les populations de référence des années intermédiaires étant quant à elles estimées par interpolation ou extrapolation. Pour la commune, le premier recensement exhaustif entrant dans le cadre du nouveau dispositif a été réalisé en 2004.
En 2022, la commune comptait 303 habitants, en évolution de −3,5 % par rapport à 2016 (Somme : −1,26 %, France hors Mayotte : +2,11 %). Le maximum de la population a été atteint en 1872 avec 498 habitants.
| 1793 | 1800 | 1806 | 1821 | 1831 | 1836 | 1841 | 1846 | 1851 |
| ---- | ---- | ---- | ---- | ---- | ---- | ---- | ---- | ---- |
| 272  | 259  | 258  | 266  | 269  | 264  | 277  | 292  | 316  |

| 1856 | 1861 | 1866 | 1872 | 1876 | 1881 | 1886 | 1891 | 1896 |
| ---- | ---- | ---- | ---- | ---- | ---- | ---- | ---- | ---- |
| 308  | 277  | 285  | 498  | 485  | 497  | 486  | 466  | 484  |

| 1901 | 1906 | 1911 | 1921 | 1926 | 1931 | 1936 | 1946 | 1954 |
| ---- | ---- | ---- | ---- | ---- | ---- | ---- | ---- | ---- |
| 457  | 470  | 473  | 435  | 449  | 443  | 420  | 386  | 392  |

| 1962 | 1968 | 1975 | 1982 | 1990 | 1999 | 2004 | 2006 | 2009 |
| ---- | ---- | ---- | ---- | ---- | ---- | ---- | ---- | ---- |
| 384  | 372  | 369  | 346  | 327  | 310  | 307  | 307  | 300  |

| 2014 | 2019 | 2022 | - | - | - | - | - | - |
| ---- | ---- | ---- | - | - | - | - | - | - |
| 312  | 303  | 303  | - | - | - | - | - | - |

#### Pyramide des âges
En 2018, le taux de personnes d'un âge inférieur à 30 ans s'élève à 33,7 %, soit en dessous de la moyenne départementale (36,4 %). À l'inverse, le taux de personnes d'âge supérieur à 60 ans est de 26,4 % la même année, alors qu'il est de 26,0 % au niveau départemental.
En 2018, la commune comptait 153 hommes pour 154 femmes, soit un taux de 50,16 % de femmes, légèrement inférieur au taux départemental (51,49 %).
Les pyramides des âges de la commune et du département s'établissent comme suit.
| Hommes | Classe d’âge | Femmes |
| ------ | ------------ | ------ |
| 1,3    | 90 ou +      | 3,3    |
| 4,6    | 75-89 ans    | 8,6    |
| 17,9   | 60-74 ans    | 17,1   |
| 23,8   | 45-59 ans    | 16,4   |
| 20,5   | 30-44 ans    | 19,1   |
| 14,6   | 15-29 ans    | 20,4   |
| 17,2   | 0-14 ans     | 15,1   |

| Hommes | Classe d’âge | Femmes |
| ------ | ------------ | ------ |
| 0,6    | 90 ou +      | 1,8    |
| 6,7    | 75-89 ans    | 9,4    |
| 17,2   | 60-74 ans    | 18,1   |
| 19,8   | 45-59 ans    | 19,1   |
| 18,2   | 30-44 ans    | 17,5   |
| 19,4   | 15-29 ans    | 18     |
| 18,2   | 0-14 ans     | 16,2   |

### Enseignement
Les communes d'Yzengremer et Méneslies sont organisées en un regroupement pédagogique intercommunal.
Le regroupement compte 42 élèves pour deux classes à la rentrée scolaire 2019-2020.
Le transport scolaire est assuré par le département, les repas de midi peuvent être pris à la maison familiale et rurale d'Yzengremer et la garderie se tient dans une ancienne classe.
Les collégiens se rendent à Feuquières-en-Vimeu où ils fréquentent le collège Gaston Vasseur.

## Culture locale et patrimoine

### Lieux et monuments
- Église Saint-Éloi, toute en brique, appareillée de pierre, au clocher surmonté d'une tour carrée.
- Réalisé par les établissements Carbonnier de Friville-Escarbotin, le monument aux morts est situé près de l'entrée de l'église. Outre le nom des morts de la Première Guerre mondiale, il comporte quatre références à la Deuxième Guerre mondiale et une référence à la guerre d'Algérie[40].

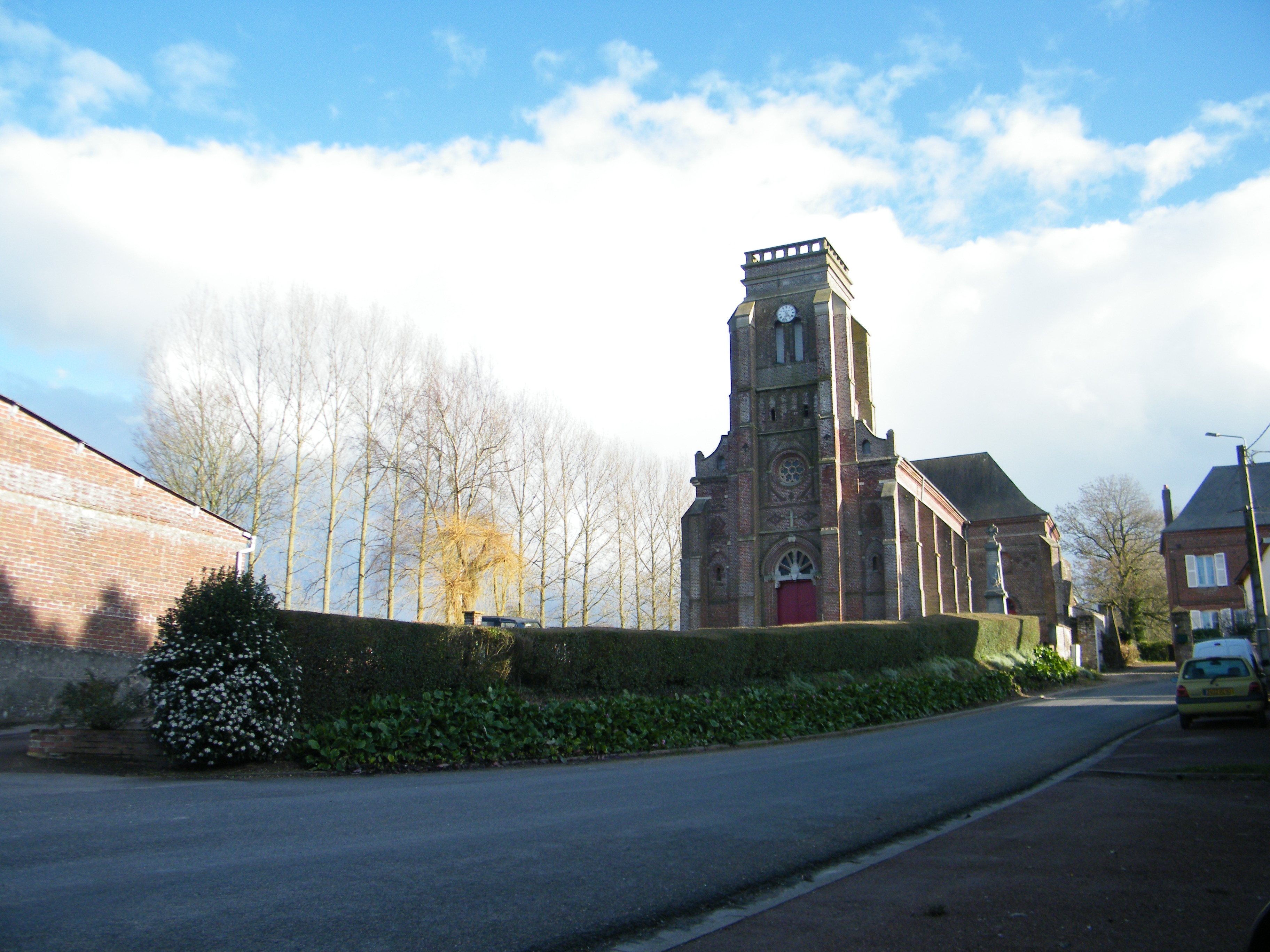
L'église.
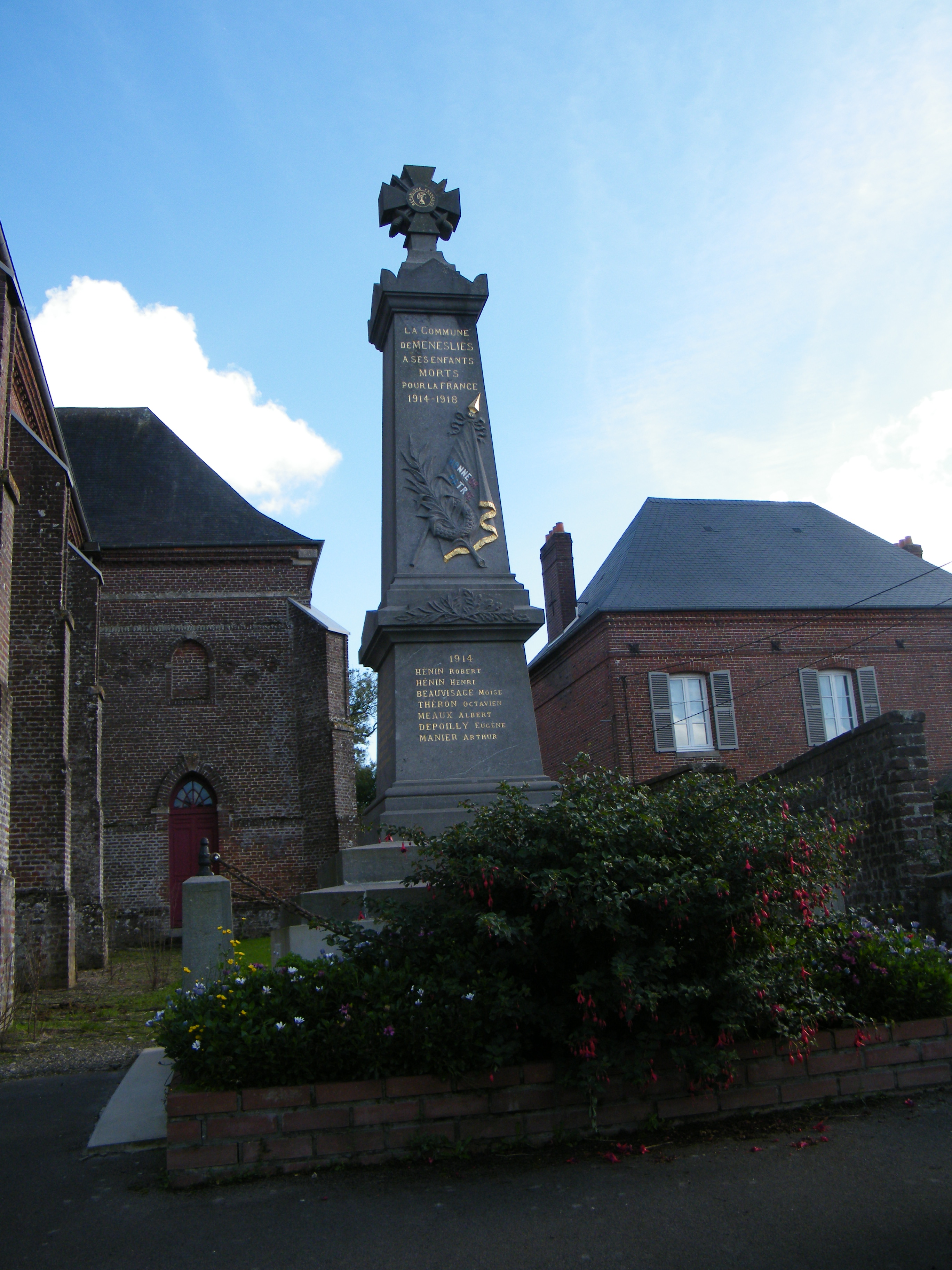
Monument aux morts pour la patrie.
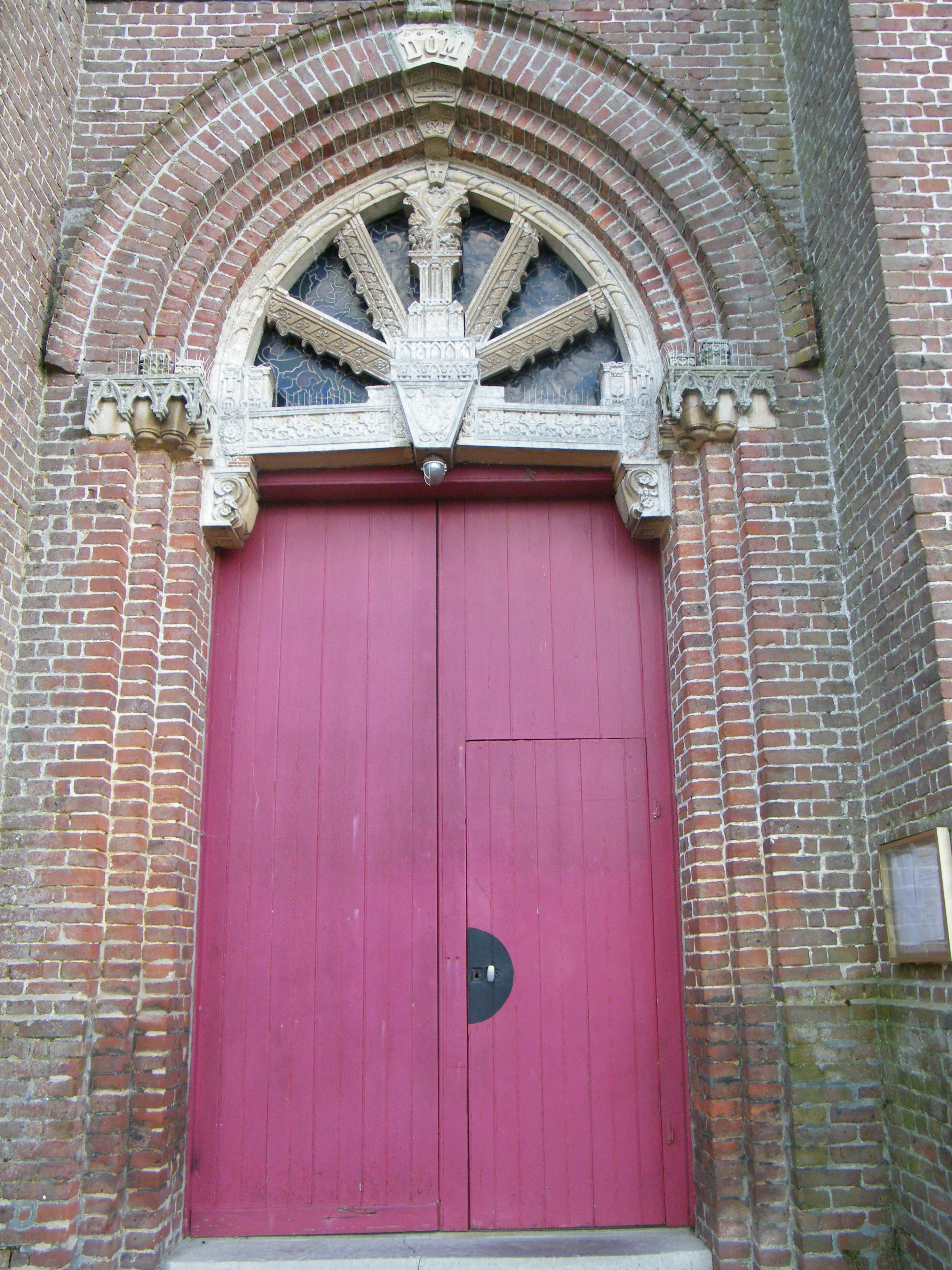
Portail de l'église.